# Jennifer Jennings
Chansons représentant la Belgique au Concours Eurovision de la chanson
Quand tu reviendras
(1968) Viens l'oublier
(1970)
Jennifer Jennings est une chanson interprétée par le chanteur belge Louis Neefs pour représenter la Belgique au Concours Eurovision de la chanson 1969 qui se déroulait à Madrid, en Espagne. C'est l'une des deux participations de Neefs à l'Eurovision. Deux ans plus tôt, en 1967, il représentait également la Belgique avec Ik heb zorgen.
Louis Neefs a également enregistré des versions de la chanson en allemand, en anglais, en espagnol, en français et en italien, toutes sous le titre d'origine Jennifer Jennings.

## Thème de la chanson
La chanson est une ode au personnage du titre qui est, autant qu'on puisse en juger, fictif. La nature anglophone de son nom s'explique par le fait que l'interprète chante qu'il l'avait rencontrée à Londres.

## À l'Eurovision
Elle est intégralement interprétée en néerlandais, une des langues nationales de la Belgique, comme l'impose la règle entre 1966 et 1973. L'orchestre est dirigé par Francis Bay.
Il s'agit de la douzième chanson interprétée lors de la soirée du concours, après Tommy Körberg qui représentait la Suède avec Judy, min vän et avant Paola del Medico qui représentait la Suisse avec Bonjour, bonjour. À l'issue du vote, elle a obtenu 13 points, se classant 5e sur 16 chansons,.

## Classements

### Classements hebdomadaires
| Classement (1969)                       | Meilleure position |
| --------------------------------------- | ------------------ |
| Belgique (Flandre Ultratop 50 Singles)  | 13                 |
| Belgique (Wallonie Ultratop 50 Singles) | 46                 |

| Classement (2016)                         | Meilleure position |
| ----------------------------------------- | ------------------ |
| Belgique (Flandre Back Catalogue Singles) | 17                 |